# Механіка суцільних середовищ
Меха́ніка суці́льних середо́вищ — розділ механіки, фізики суцільних середовищ і фізики конденсованого стану, присвячений вивченню руху і рівноваги газів, рідин, плазми і деформівних твердих тіл. 
Основне припущення механіки суцільних середовищ полягає в тому, що речовини можна розглядати як безперервне, суцільне середовище, нехтуючи її молекулярною (атомномю) будовою, і одночасно вважати неперервним розподіл в середовищі всіх його характеристик (густини, напружень, швидкостей часток та ін.). Це обґрунтовується тим, що розміри молекул надзвичайно малі порівняно з розмірами частинок, що розглядаються при теоретичних і експериментальних дослідженнях у механіці суцільних середовищ. Таке припущення дозволяє застосовувати в механіці суцільних середовищ добре розроблений для неперервних функцій апарат вищої математики.
Якщо {\displaystyle Q} - об'єм будь-якої частини рухомої рідини, то {\displaystyle d\rho Q=0,}
{\displaystyle Q{\frac {d\rho }{dt}}+\rho {\frac {dQ}{dt}}=0.}
зміна об'єму може бути виражена через швидкість {\displaystyle {\textbf {v}}({\textbf {r}},t)}. 
Горизонтальна швидкість точки {\displaystyle B} відносно точки {\displaystyle A} - це {\displaystyle \delta x\partial v_{x}/\partial x.} Через інтервал часу {\displaystyle dt} довжина сторони {\displaystyle AB} стане {\displaystyle \delta x(1+dt\partial x_{x}/\partial x).} Зміна цього об'єму після інтервалу часу {\displaystyle dt} дорівнює
{\displaystyle dQ=dt\delta x\delta y\delta z({\frac {\partial v_{x}}{\partial x}}+{\frac {\partial v_{y}}{\partial y}}+{\frac {\partial v_{z}}{\partial z}})=dt\,Q\,\mathrm {div} \,{\textbf {v}}=dt{\frac {dQ}{dt}}.}
Підставляючи це до першого рівняння отримується рівняння континуальності:
{\displaystyle {\frac {d\rho }{dt}}+\rho \,\mathrm {div} \,{\textbf {v}}={\frac {\partial \rho }{\partial t}}+({\textbf {v}}+\nabla )\rho +\rho \,\mathrm {div} \,{\textbf {v}}={\frac {\partial \rho }{\partial t}}+\mathrm {div} (\rho {\textbf {v}})=0.}
Таким чином, для фіксованого об'єму простору зменшення повної маси всередині - {\displaystyle \int (\partial \rho /\partial t)\,dV} дорівнює витоку назовні {\displaystyle \oint \rho {\textbf {v}}\cdot df=\int \mathrm {div} (\rho {\textbf {v}})dV.} 
Вхідними у механіці суцільних середовищ при вивченні будь-якого середовища є:
- рівняння руху або рівноваги середовища, які отримуються як наслідок основних законів механіки;
- рівняння неперервності (суцільності) середовища, які є наслідком закону збереження маси;
- рівняння збереження енергії;
- рівняння стану або реологічне рівняння, яке встановлює для кожного конкретного середовища вид залежності між напруженнями і деформаціями або швидкостями деформації середовища, а також залежності характеристик від температури або інших фізико-хімічних параметрів.

Стосовно до конкретної задачі повинні бути задані початкові і граничні умови.
У механіці суцільних середовищ розробляються методи приведення механічних задач до математичних, тобто до задач знаходження деяких чисел або числових функцій з використанням математичних операцій. 
Крім звичайних матеріальних тіл, подібних воді, повітрю чи металу, в механіці суцільних середовищ розглядаються також особливі середовища - поля: електромагнітне поле, гравітаційне поле та ін.
Механіка суцільних середовищ ділиться на механіку деформівного твердого тіла та механіку рідин та газів. Кожна з цих дисциплін також ділиться на окремі розділи. Так, механіка деформівного твердого тіла поділяється на теорію пружності, теорію пластичності, механіку руйнування і т. д.
| Механіка суцільних середовищ: вивчення поведінки суцільних середовищ | Механіка деформівного твердого тіла: вивчення поведінки твердих тіл в умовах навантажень.                                                  | Теорія пружності: описує матеріали, котрі відновлюють свою форму після припинення силового впливу на них.                                                                                               | Теорія пружності: описує матеріали, котрі відновлюють свою форму після припинення силового впливу на них. | Теорія пружності: описує матеріали, котрі відновлюють свою форму після припинення силового впливу на них. |
| Механіка суцільних середовищ: вивчення поведінки суцільних середовищ | Механіка деформівного твердого тіла: вивчення поведінки твердих тіл в умовах навантажень.                                                  | Механіка руйнування: описує закономірності зародження і розвитку неоднорідностей і дефектів структури матеріалу типу тріщин, дислокацій, пор, включень і т.п. при статичних і динамічних навантаженнях. | | |
| Механіка суцільних середовищ: вивчення поведінки суцільних середовищ | Механіка деформівного твердого тіла: вивчення поведінки твердих тіл в умовах навантажень.                                                  | Теорія пластичності: описує матеріали (тіла) що набувають незворотної деформації після прикладання до них силових впливів.                                                                              | Реологія: дослідження матеріалів, що характеризуються одночасно властивостями твердих тіл і рідин.        | |
| Механіка суцільних середовищ: вивчення поведінки суцільних середовищ | Механіка рідин та газів: дослідження поведінки суцільних середовищ (рідин та газів), що набувають форми посудини, у якій вони знаходяться. | Неньютонівські рідини | Реологія: дослідження матеріалів, що характеризуються одночасно властивостями твердих тіл і рідин.        | |
| Механіка суцільних середовищ: вивчення поведінки суцільних середовищ | Механіка рідин та газів: дослідження поведінки суцільних середовищ (рідин та газів), що набувають форми посудини, у якій вони знаходяться. | Ньютонівські рідини | | |